# Florida (Kolumbien)
Florida ist eine Gemeinde (Municipio) im Departamento Valle del Cauca in Kolumbien.

## Geographie
Florida liegt in Valle del Cauca in der Subregion Sur, 42 km von Cali entfernt. Die Gemeinde grenzt im Norden an Pradera, im Osten an Rioblanco im Departamento del Tolima, im Süden an Miranda im Departamento del Cauca und im Westen an Candelaria.

## Bevölkerung
Die Gemeinde Florida hat 58.988 Einwohner, von denen 43.679 im städtischen Teil (cabecera municipal) der Gemeinde leben (Stand 2019).

## Wirtschaft
Der wichtigste Wirtschaftszweig von Florida ist die Landwirtschaft, insbesondere der Anbau von Zuckerrohr, aber auch der Anbau von Kaffee, Obst, Sorghum und Mais.

## Söhne und Töchter der Stadt
- Róbinson Zapata (* 1978), kolumbianischer Fußballspieler
- Efraín Cortés (* 1984), kolumbianischer Fußballspieler
- Jherson Vergara (* 1994), kolumbianischer Fußballspieler